# 源宗于
源 宗于（みなもと の むねゆき）は、平安時代前期から中期にかけての貴族・歌人。光孝天皇の孫で、式部卿・是忠親王の子。官位は正四位下・右京大夫。三十六歌仙の一人。

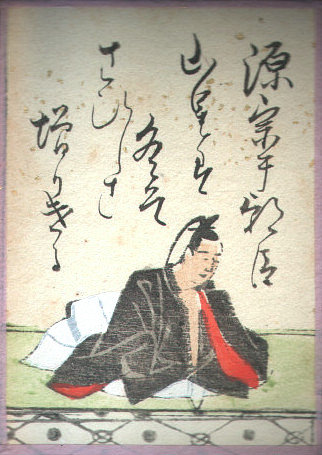
源宗于朝臣（百人一首より）

## 経歴
寛平6年（894年）源朝臣姓を賜与されて臣籍降下し、従四位下に直叙される。寛平9年（897年）従四位上。
延喜5年（905年）兵部大輔、延喜8年（908年）右馬頭と醍醐朝前半は武官を歴任するが、延喜12年（912年）三河権守を兼ねると、相模守・信濃権守・伊勢権守と醍醐朝後半から朱雀朝初頭にかけて地方官を歴任する。
承平3年（933年）右京大夫に任ぜられて京官に復し、天慶2年（939年）正四位下に至る。天慶2年（940年）11月23日卒去。最終官位は正四位下行右京大夫。
寛平后宮歌合や是貞親王家歌合といった歌合に参加。紀貫之との贈答歌や伊勢に贈った歌などが伝わっており交流がうかがわれる。『古今和歌集』（6首）以下の勅撰和歌集に15首入集。家集に『宗于集』がある。『大和物語』に右京大夫として登場する。
- 小倉百人一首
  - 28番 山里は 冬ぞ寂しさ まさりける 人目も草も 枯れぬと思へば（『古今和歌集』冬315　）

## 逸話
『大和物語』には、宗于が自分の官位があがらないことを宇多天皇に嘆く話が載せられている。宇多天皇が紀伊の国から石のついた海松という海草を奉ったことを題として、人々が歌を詠んだとき、宗于は「沖つ風ふけゐの浦に立つ浪のなごりにさへやわれはしづまぬ（＝沖から風が吹いて、吹井の浦に波が立ちますが、石のついた海松のようなわたくしは、その余波によってさえ波打ちぎわにもうち寄せられず、底に沈んだままでいるのでしょうか）」という歌を詠んで、自分の思いを伝えようとした。しかし、宇多天皇は「なんのことだろうか。この歌の意味が分からない」と側近の者にお話になっただけで効果はなかったという。

## 官歴
『三十六人歌仙伝』による。
- 寛平6年（894年） 正月7日：臣籍降下、従四位下
- 寛平8年（896年） 正月：丹波権守
- 寛平9年（897年） 11月23日：従四位上
- 延喜4年（904年） 2月26日：摂津権守
- 延喜5年（905年） 正月11日：兵部大輔
- 延喜8年（908年） 正月9日：右馬頭
- 延喜12年（912年） 10月5日：兼三河権守
- 延喜15年（915年） 6月25日：相模守
- 延長3年（925年） 10月26日：信濃権守
- 承平2年（932年） 8月30日：伊勢権守
- 承平3年（933年） 10月24日：右京大夫
- 天慶2年（939年） 正月7日：正四位下。11月23日[3]：卒去（正四位下行右京大夫）

## 系譜
『尊卑分脈』による。
- 父：是忠親王
- 母：不詳
- 生母不明の子女
  - 女子：閑院大君
  - 女子：藤原貴子女房